# Droga wojewódzka nr 624
Droga wojewódzka nr 624 (DW624) – była droga wojewódzka, położona w województwie mazowieckim. Łącząca stację kolejową Beniaminów i przystanek kolejowy Dąbkowizna na linii kolejowej nr 10 z drogą wojewódzką 631 w Wólce Radzymińskiej na skrzyżowaniu ul. Topolowej z ul. Pogonowskiego. Z dniem 16 kwietnia 2019 roku droga ta została pozbawiona statusu drogi wojewódzkiej.